# Theodor Eicke
Theodor Eicke (Solingen, 1892. október 17. – Mihajlovka, Szovjetunió, 1943. február 26.) az 1936-ban létrehozott SS-Totenkopfverbände, majd az abból kialakított hadosztály parancsnoka, és a koncentrációs táborok egyik magas rangú felügyelője. Az ő munkája nyomán alakult ki a koncentrációs táborokban alkalmazott viselkedési- és büntetési szabályzat, amelyet az összes tábor átvett. Ő szervezte meg a táborokat őrző katonai egységet, amit nagy munka árán harcokban is bevethetővé tett.
A hosszú kések éjszakája idején személyesen végzett Ernst Röhmmel, majd részt vett a második világháború több hadjáratában, és több háborús bűncselekmény is köthető egysége tevékenységéhez. Harcolt többek között a lengyelországi és franciaországi hadjáratban, és részt vett a Barbarossa hadműveletben. 1942 elején egységét több másik hadosztállyal együtt bekerítették a gyemjanszki katlanban, és Eicke Totenkopfjának nagy szerepe volt az állások tartásában, amiért megkapta a Vaskereszt Lovagkeresztjét és a tölgyfalombokat. Csapatai azonban túlságosan nagy veszteségeket szenvedtek, és szinte teljesen újra kellett szervezni őket. A harmadik harkovi csata során, 1943. február 23-án egy egymotoros felderítőgéppel légi felderítést hajtott végre, amikor a szovjet légvédelemnek sikerült lelőnie a gépét. A találatot kapott gépben Eicke életét vesztette. A náci hadvezetés hősi halottá nyilvánította.

## Élete

### Fiatalkora
Egy állomásmester gyermekeként született 1892-ben a tizenegyedik gyermekként. Gyenge tanulmányi teljesítménye miatt 17 évesen otthagyta az iskolát még az érettségi előtt, és jelentkezett a hadseregbe. Az első világháború alatt megkapta a másodosztályú Vaskeresztet bátorságáért. A versailles-i békeszerződés után kénytelen volt leszerelni a hadseregtől a létszámot érintő korlátozások miatt, és felesége szülővárosába költözött. 1920-ban csatlakozott a rendőrséghez, ám később kirúgták erős köztársaság ellenes nézeteiért. 1923-ban végül az IG Farben gyárában talált állást. 1928-ban lépett be a Nemzetiszocialista Német Munkáspártba és a Sturmabteilungba. 1930-ban áthelyezték az egyre növekvő Schutzstaffelbe. Adolf Hitler hatalomra jutásáig elérte a szervezetben az SS Oberführer rendfokozatot.
A Weimari Köztársaság iránt érzett erős ellenszenve miatt terrorakciókat készített elő, ám megtalálták nála a bombákat, amiért 1932-ben kétévi börtönre ítélték. Azonban Franz Gürtner későbbi nemzetiszocialista igazságügyi miniszter közbenjárásának köszönhetően sikerült elhagynia az országot, és Olaszországba menekült. Itt egy, emigrált SS katonák számára létesített tábor parancsnoki teendőivel bízták meg.
Hitler hatalomra jutása után felívelt a karrierje. Eicke a hosszú kések éjszakája során végzett az SA vezetőjével, Ernst Röhmmel. Hitler azonban kikötötte számára, hogy adjon lehetőséget Röhmnek az öngyilkosságra, így Eicke egy fegyvert tett a fogoly cellájának asztalára, és távozott. Miután negyedóra múlva sem dördült lövés, Michael Lipperttel együtt visszatért a cellába, és három lövéssel végeztek az SA vezetőjével. Négy nap múlva munkája és elkötelezettsége jutalmául a koncentrációs táborok felügyelőjévé léptették elő, és megbízták azok átszervezésével.

### SS-Totenkopfverbände
Heinrich Himmler 1933 júniusában a dachaui koncentrációs tábor parancsnokává nevezte ki, ugyanis az előző parancsnok nem tudott elszámolni három ember halálával. Eicke számtalan adminisztrációs reformot hajtott végre, amelynek keretében tábori fegyelmi- és büntetőszabályzatot hozott létre, hogy szabályozza a börtönlakókkal való bánásmódot. Ezek igen pontosan meghatározták, mi számít büntetendőnek, és milyen büntetés jár értük, amelynek skálája igen széles volt a testi fenyítéstől a magánzárkáig és a halálbüntetésig. Rendszerét később az összes koncentrációs tábor mintaként kezelte. Itt kifejtett szervezői tevékenysége miatt előléptették, ám időről időre összetűzésbe keveredett közvetlen felettesével, Josef Dietrichhel, akit újabb és újabb követelésekkel bombázott. Eicke a táborok rendszerét is igyekezett átszervezni: a kisebb munkatáborokat bezáratta, és helyettük nagyobbakat hozott létre. Négy legfontosabb tábora Dachau, Buchenwald, Sachsenhausen és Lichtenburg voltak. Az Anschluss után új tábort hozott létre Ausztriában is, Mauthausenben. Az általa megszervezett kényszermunka olyan hatékony jövedelemforrást jelentett, hogy azt kivonták Eicke feladatköréből, és az SS közigazgatási hivatalának kezébe adták.
Mivel a táborok 1936-ra úgy működtek, ahogy Eicke kívánta, így figyelmét az őrség képzésére irányította. Elbocsátotta a szerinte alkalmatlan, szadista őröket, és helyettük sokkal megbízhatóbb legénységet kezdett alkalmazni. A rendelkezésre álló erőket hat zászlóaljjá szervezte, és minden táborba egyet-egyet vezényelt közülük. A felsővezetés elégedett volt tevékenységével, és egységének létszámát 1800 főről 3500-ra bővítették, valamint megkövetelték, hogy az újoncok 17 és 22 év közöttiek, „faji szempontból tiszták” legyenek, valamint magasságuk minimum 178 centiméter legyen. Az egységnek 1936. március 29-én Heinrich Himmler az SS-Totenkopfverbände nevet adta, és megengedte számukra a halálfej viselését egyenruhájukon. Szervezésének és fanatizálásának – amely azt kívánta feledtetni, hogy emberei csupán börtönőrök – köszönhetően rendkívül jól működő közösséget kovácsolt össze.
Egységét 1937-ben tovább bővítette, valamint jelentős átszervezést hajtott végre annak érdekében, hogy tovább központosítsa a táborokat. A Totenkopfot ekkor 5 zászlóaljra osztották, ezeket három ezredbe sorolták. A háború közeledtével tovább növelték az Eicke rendelkezésre álló erők létszámát, négy új ezredet hozva létre, amelyek mindegyike 3-3 zászlóaljból állott, és teljesen motorizált volt, amely abban az időben ritkaságnak számított Németországban. A müncheni egyezmény közeledtével tovább nőtt a Totenkopf jelentősége, mivel Himmler személyes rendőrségeként használta azt. Az itt történő szolgálat már kiváltotta a sorkatonait, és az egységbe katonák is átjelentkezhettek szolgálati idejük vége felé. Számukra Eicke három hónapon belüli előléptetést ígért. Ennek köszönhetően folyamatos volt a Totenkopfverbände növekedése és 1939 közepén már 22 033 taggal rendelkezett, ezzel egy év alatt háromszoros növekedést produkált.

### A második világháborúban

#### Lengyelországban
Lengyelország megtámadása előtt nem sokkal mozgósították az egység katonáit, akik a koncentrációs táborok laktanyáiban gyülekeztek. Az 1939. szeptember 1-jén történt támadás után Hitler elrendelte az egység bevetését Lengyelországban, ahol azt a feladatot kapták, hogy a megszállt területeken lássanak el rendőri és biztonsági feladatokat. A kirendelt három ezredet Einsatzguppéba szervezték Eicke irányítása alatt, és Himmler kinevezte őt a megszállt területek legfőbb SS- és rendőri vezetőjévé, aki ilyen minőségében felelt a lakosság pacifikálásáért és a rend megteremtéséért és fenntartásáért. Eicke egységei itt sok kegyetlenkedést elkövettek, több gyanús vagy fajilag nem megfelelő elemet tartóztattak le, és lőttek agyon. Az alkalmazott módszerek, és a nagyszámú kivégzés a sok magas rangú német tisztet is elborzasztották. Johannes Blaskowitz, a Wehrmacht tábornoka egy listát is összeállított az elkövetett bűncselekményekből, és megküldte azt a Wehrmacht főparancsnokának, Walther von Brauchitschnak, aki Himmlerhez ment az ügyet megvitatni. Utóbbi elismerte a hibákat, és ígéretet tett azok kiküszöbölésére, ám a gyakorlatban továbbra is Eicke kezében hagyta az irányítást.

#### Totenkopf hadosztály
Eicke nem sokkal később visszatért Dachauba, hogy hadosztállyá szervezze át a Totenkopfverbändét. Az átalakítás során a Wehrmacht egységeinek mintájára alakította ki a hadosztályt, ám azoktól eltérően ennek nem kettő, hanem három gépkocsizó gyalogezrede volt. Az új hadosztály rendelkezett tüzérséggel, utászokkal és páncélelhárítókkal is, valamint a megfelelő kiszolgáló egységeket is létrehozta, mint például a posta- vagy egészségügyi zászlóaljakat. Ezután már csak a megfelelő kiképzés, és haditechnika beszerzése volt fontos, amelyet Eicke igyekezett gyorsan megoldani. Szigorú képzési programot indított el, és fokozatosan egyre több egység gyakorlatozott együtt. 1939 novemberére már az egész hadosztály közösen hajtotta végre a menetgyakorlatokat. Időközben igyekezett minden lehetséges módszerrel fegyvereket szerezni hadosztálya számára, és Németország minden részén latba vetette befolyását, hogy ezekhez hozzájusson. Decemberben aztán Stuttgartba vezényelték egységével együtt, hogy készüljön fel a Franciaország elleni hadjáratra. Bár reménykedett benne, hogy a frontvonalban vetik be egységét, ám a tartalékot képező 2. hadsereg alá rendelték. Az általa irányított előkészületi munka olyan jó ütemben haladt, hogy a hadosztály 1940. május 10-ére, a támadás megindulásának napjára, gond nélkül elérte a teljes harckészültséget.

#### Franciaországi hadjárat
Eicke hadosztálya a támadás megindulása idején az Ardennekben előrenyomuló „A” hadseregcsoport tartaléka volt. Ennek ellenére Eicke parancsot adott arra, hogy tizenkét órán belül menetkészek legyenek, és idegesen várta a rá váró feladatokat, többször idegesen a hadsereg parancsnokságára is telefonált. Bár a Totenkopfon kívül a német hadseregnek csak hat másik gépkocsizó egysége volt, mégsem akarták azt, csak a harcok mögötti területen, a rend megszilárdítására alkalmazni. A gyors előretörés azonban megváltoztatta a terveket, és május 12-én a Totenkopfot a belga határra küldték, majd két nap múlva Eickét is riadókészültségbe helyezték. Végül május 17-én a teljes hadosztályt Hermann Hoth harcoló egységéhez vezényelték. Eicke felkészítési módszerei tökéletesen beváltak, ugyanis a hadosztály május 20-án 16 000 francia foglyot ejtett, sok hadfelszerelést zsákmányolt, és lehetővé tette az ellentámadás folytatását. Az arrasi csatában a brit ellentámadás igen meglepte Eicke katonáit, de végül Erwin Rommel 7. páncéloshadosztályával közösen visszaverték a támadást. Ez az angol támadás sikere esetén, akár a német előrenyomulást is veszélyeztethette volna.
Eickét és egységét ezután Erich Hoepner parancsnoksága alá helyezték, és azt a feladatot kapta, hogy keressen átkelőt a La Bassée-csatornán, amelyet a britek védvonalként használtak Bethune városában. Eicke először a városon próbált keresztülvágni, azonban a brit védelem ereje visszavonulásra kényszerítette katonáit, így végül május 24-én egyike ezrede élén személyesen irányította az átkelést a csatorna alsóbb szakaszán. Hitler további támadásokat leállító parancsa miatt azonban ugyanezen a napon vissza kellett vonulnia a csatornán, és Eicke igen dühös lett az átkelés közben elszenvedett veszteségek miatt, Hoepner pedig azzal vádolta meg őt, hogy nem törődik a katonái életével.
A megállásra kötelező parancsot május 26-án visszavonták, így május 27-én a Totenkopf újra támadásba kezdett, és visszavetette a briteket Béthune-ból. A következő védelmi vonalat is sikeresen legyűrték Le Paradis-nál, majd 97 hadifoglyot lemészárolták. Ennek két legfőbb okaként a napokkal korábban elszenvedett vereség miatti csalódottság, és az Eicke által beléjük nevelt fanatizmus jelölhető meg. A britek egységeit hamarosan sikerült Dunkerque városába visszaszorítani, és a Totenkopfot kivonták az arcvonalból. Hoepner fülébe ekkor jutott el a La Paradise-i események híre, és kivizsgálást indított, azzal a céllal, hogy ha a hírek igazak, eltávolítsa Eickét a hadosztálya éléről, azonban ő kimagyarázta az esetet Himmler előtt, így semmilyen következmény nem érte. A Totenkopfot még rövid időre bevetették a déli irányú előrenyomulásban, ahol a teljesen összeomlott francia védelem nem sok nehézséget tartogatott Eicke csapatai számára: 6400 hadifoglyot ejtettek négy nap alatt, miközben saját veszteségük öt halott és tizenhárom sebesült volt.

#### Harc a Szovjetunió ellen

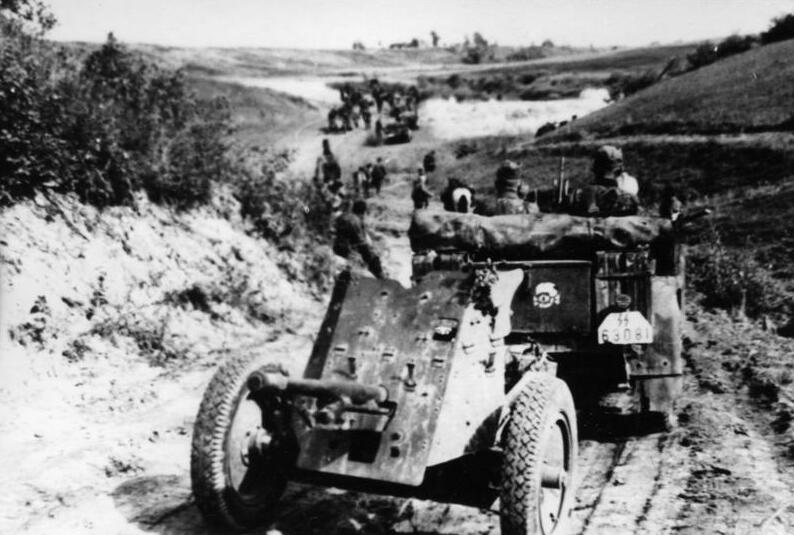
A Totenkopf katonái előrenyomulnak a Szovjetunióban, 1941-ben

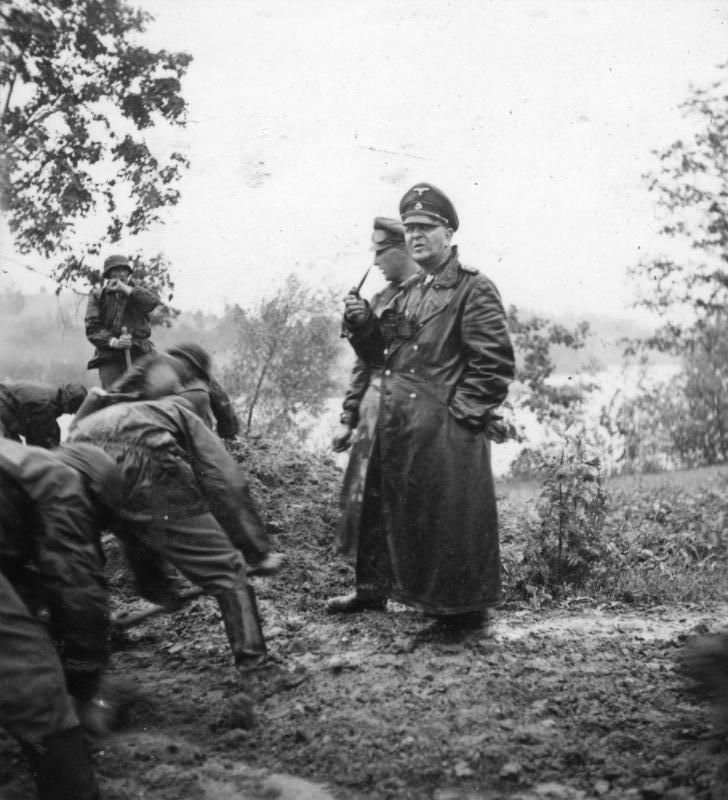
Eicke (középen) 1941-ben a Szovjetunióban, katonái körében

A franciaországi hadjárat után Hitler engedélyezte Himmler számára, hogy az SS hadosztályainak számát duplájára növelje, és ennek keretében Himmler átszervezéseket is végrehajtott a parancsnokság szervezeti felépítésében. Ennek keretében jelentősen korlátozta Eicke hatalmát, aki a Totenkopf hadosztályon kívül a koncentrációs táborokban felhalmozott hadianyaggal is rendelkezhetett. Bár próbált tiltakozni ez ellen, mégis kénytelen volt beletörődni felettese döntésébe. Ezután, mivel az Anglia elleni partraszállás esélye egyre kisebb lett, Eicke hozzálátott hadosztálya megerősítéséhez. Számos átszervezést hajtott végre, és modernizálta a fegyvereiket is, többek között a nehéztüzérséget is átszervezve. 1940 telén pedig hozzálátott, hogy egységét felkészítse az elkövetkező nagy küzdelemre a Szovjetunióban. 1941 májusában a hadosztály megkezdte a felkészülést a keleti mozgósításhoz: május 5-én minden szabadságot töröltek, május 23-án pedig Eicke adott parancsot arra, hogy június 3-ára a Totenkopf készen álljon a bevagonírozásra. A hadosztály június 9-én érkezett meg Kelet-Poroszországba. Itt az északi irányba támadó egységekhez, Hoepner parancsnoksága alá osztották be, aki erős ellenszenvvel viseltetett Eicke iránt a franciaországi hadjárat óta, és egységét nem osztotta be az offenzíva első hullámába.
A Barbarossa hadművelet megindítása után két héttel, július 6-án Eicke parancsnoki gépkocsija aknára futott, és a robbanásban Eicke jobb lába összezúzódott, így kénytelen volt a parancsnoki teendőket egyik beosztottjának átadni. Sebesüléséből csupán hónapok múlva épült fel, és szeptember 21-én tért vissza egységéhez, bár a járáshoz még mindig botot használt. Itt négy órás beszámolót kapott a hadosztálya ideiglenes vezetőitől, és megdöbbent, látva emberei állapotát, akik állandó harcban álltak az Ilmeny-tó környékén. Eicke igyekezett utánpótlást szerezni, és elérni az egység kivonását a területről, azonban mielőtt ez megtörténhetett volna, a szovjetek szeptember 24-én egy nagy erejű támadást indítottak. A harcok fő színtere egy Luzsno nevű falu volt, amelyet az első napon kénytelen voltak feladni, majd még aznap visszaszerezték. A harc tetőpontja szeptember 26-27-én következett el, amikor a szovjet erők 48 óráig szakadatlanul támadták a német állásokat. Eicke minden lehetséges erőt bevetett, még az ellátó egységeket, és közvetlen törzsét is harcba vetette. Az ádáz küzdelem során a falu négyszer cserélt gazdát. Végül a németek győztek, és sokszor olyan teljesítményt nyújtottak katonái, mint a falutól északra harcoló Fritz Christen, aki egymaga tizenhárom szovjet tankot lőtt ki, és száz szovjet katonát ölt meg. Eicke ezért a Vaskereszt Lovagkeresztjére terjesztette fel Christent.
Bár egysége hatalmas veszteségeket szenvedett, sikerei – és részben Eicke népszerűtlensége – miatt a Totenkopf az arcvonalon maradt. Itt érte őket 1942. január 7-én éjszaka a szovjet ellentámadás, és Hitler visszavonulást tiltó parancsa miatt több más hadosztállyal együtt bekerítették. A márciusig tartó harcokban a Totenkopf szinte teljesen felmorzsolódott, ám ennek ellenére nem vonult vissza, hanem tartotta a pozícióját. Március 22-én aztán megindult a gyemjanszki katlan felmentésre irányuló hadművelet, azonban az orosz ellenállás miatt nagyon lassan haladt. Eicke egysége csak április 14-én kapott parancsot a nyugati irányú kitörés megindítására, a két sereg pedig április 22-én találkozott. Eickét ezután Lovagkereszttel tüntették ki, majd megkapta a tölgyfalombokat is hozzá, és Obergruppenführerré léptették elő. A kitüntetést személyesen Hitlertől vehette át, aki dicsérte hadosztálya teljesítményét.
Ezután hadtestparancsnokká nevezték ki, és a katlan túlélő erőivel, 14 000 fővel kellett biztosítania 72 kilométernyi frontszakaszt. Igen kevés, javarészt képzetlen újoncot kapott, és új hadfelszerelést egyáltalán nem, ugyanis Himmler teljesen újjá kívánta szervezni a Totenkopf hadosztályt. Így júniusban hazarendelték Eickét szabadságra, aki személyesen tiltakozott a módszer ellen, és amikor augusztus 2-án megkapta helyettese levelét a Totenkopf tarthatatlan állapotáról, személyesen Hitlerhez fordult, kérve visszahelyezését az egységéhez. Ez nem történt meg, miközben az oroszok újabb támadást indítottak a Totenkopf ellen, és a veszteség átlagosan 100 fő volt naponta. Végül Hitler beadta a derekát Eicke és Himmler követelésének, és a Totenkopf maradékát kivonta a harcokból.
A hadosztály szinte teljesen felmorzsolódott, és újjá kellett szervezni. Hitler jóváhagyta egy PzKpfw III és PzKpfw IV harckocsikkal felszerelt zászlóalj létesítését a Totenkopfnak, azonban már októberben a zászlóalj ezreddé való bővítéséről döntött, amelyhez egy rohamlöveg osztály is tartozott volna. Ami viszont sokkal lényegesebb, Hitler egy századnyi Tigris tankot is ígért a hadosztálynak. A gyakorlatban azonban ebből kevés valósult meg, és Eickét elkeserítette a helyzet, valamint ragaszkodott az új katonák alapos kiképzéséhez. Novemberig az ígért járművek mintegy fele érkezett csak meg, és annyi üzemanyagot sem kaptak, hogy a kezelőállományt kiképezhessék. Az egység még igen rossz állapotban volt, amikor 1943 januárjában ismét a keleti frontra akarták küldeni, ahol Eicke szerint a gyors pusztulás várt volna rá. Így Himmleren keresztül elérte, hogy Hitler elhalassza a kiküldésüket, ám ez csak négy hét haladékot jelentett. Februárban az egységet már a harmadik harkovi csatában vetették be, és ott szép sikereket ért el, bár Eicke előrehaladást siettető egyik parancsa végül a támadás késlekedését okozta. Február 17-én ugyanis elrendelte a főútvonalak elhagyását, és a Totenkopf a fagyott földutakon folytatta előrenyomulását, de aznap este megkezdődött az olvadás, és Eicke csapatai beleragadtak a sárba.

### Halála
A harmadik harkovi csata során az előrenyomulás miatt a Totenkopf ezredei messzire kerültek egymástól, és Eicke rádión keresztül nem tudta többi egységét elérni, ezért február 26-án egy egymotoros Fieseler Fi 156 felderítőgéppel maga szállt fel, hogy egységeit megtalálja. Délután fél ötkor meg is találta a Totenkopf egyik páncélosszázadát egy kis orosz falu mellett. Azonban pilótája nem vette észre, hogy a közelben orosz egységek is állomásoznak, így egy kört tett, hogy leszállhasson. A szovjet gyalogság szétlőtte az apró gépet, és megsemmisítette azt. A roncsok a két ellenséges fél között zuhantak le, és a német katonák azonnal támadást indítottak, hogy visszaszerezzék parancsnokuk holttestét. Törekvéseik csak másnap jártak sikerrel, amikor hajnalban tüzérségi tűztámogatás mellett kiűzték a szovjeteket állásaikból, és kiszedték a roncsból Eicke, segédtisztje és pilótája holttestét. Hitler 1943. március 1-jei beszédében méltatta Eicke érdemeit, és bejelentette, hogy a Totenkopf 3. páncélgránátos ezrede tiszteletére a Theodor Eicke nevet fogja viselni. Ugyanezen a napon temették el Otdohnyino faluban. A visszavonuló németek a holttestét később exhumálták, és Zsitomirban a német katonai temetőben jeltelen sírba temették.